# 1571 w sztukach plastycznych

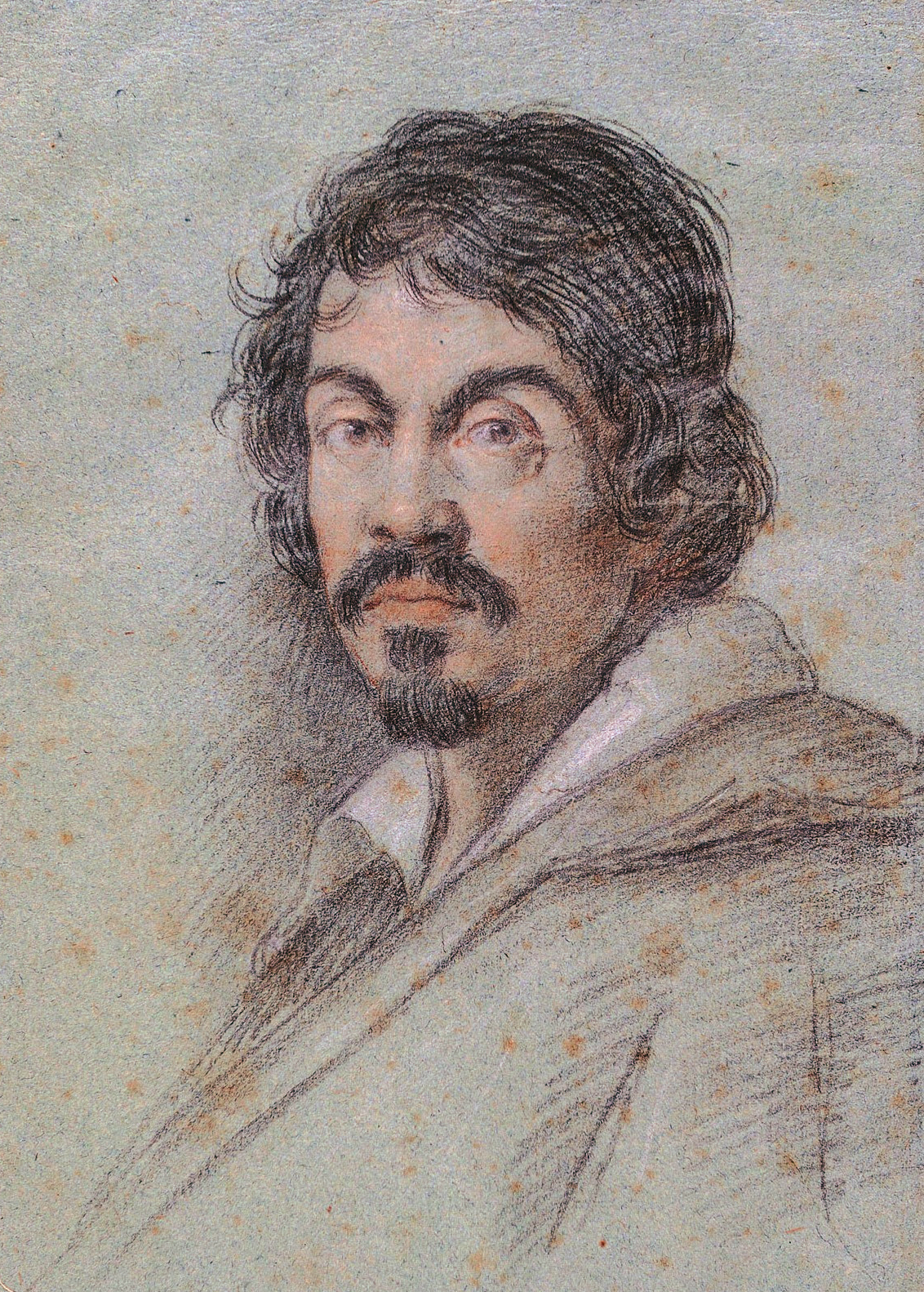
Ottavio Leoni, portret Caravaggia

Wydarzenia w sztukach plastycznych i wizualnych w 1571 roku.

## Urodzili się
- 28 września – Caravaggio, włoski malarz[1].

## Zmarli
- 19 stycznia – Paris Bordone, włoski malarz[2].